# Imposto sobre lucros inesperados
Um imposto sobre lucros inesperados é uma alíquota de imposto mais alta sobre os lucros resultantes de um ganho inesperado repentino para uma determinada empresa ou setor.
Já houve impostos sobre lucros inesperados em vários países do mundo, incluindo Austrália, Itália e Mongólia (2006-2009). Durante a crise global de energia de 2021–2023, os especialistas em políticas do Fundo Monetário Internacional recomendaram que os governos instituíssem impostos permanentes sobre lucros inesperados direcionados a rendas econômicas no setor de energia, excluindo a energia renovável para evitar impedir seu desenvolvimento futuro.

## Discussão

### Apoio
Thomas Baunsgaard e Nate Verson, do FMI, recomendam a implementação de impostos permanentes sobre lucros inesperados na extração de combustíveis fósseis, mas não impostos temporários ou impostos sobre energia renovável. Os impostos devem sempre visar a uma medida clara de lucros excessivos e não estar vinculados a níveis de preços ou receitas. [Eles também recomendam garantir que os mercados possam adicionar nova capacidade rapidamente, se necessário, para evitar um aumento nos preços. Outro documento do FMI de 2022 argumenta que esses impostos são uma ferramenta para tributar de forma eficiente as rendas econômicas, que geralmente resultam do poder monopolista ou de eventos inesperados, como pandemias, guerras ou desastres naturais, e contribuem para os lucros inesperados. Esses lucros levantaram preocupações públicas e políticas sobre a manipulação de preços, em que as empresas são percebidas como lucrando excessivamente com circunstâncias imprevistas.
Eric Levitz argumenta que vale a pena buscar esses impostos, pois isso incentivaria os produtores a investir na redução de preços durante períodos de choques de oferta, expandindo a produção em vez de distribuir dividendos aos acionistas.
Em 2022, Joseph Stiglitz defendeu impostos sobre lucros inesperados para petróleo e gás na Austrália para desincentivar o aumento dos preços.
Em 2022, uma pesquisa informal com 33 economistas americanos e europeus no fórum IGM encontrou apoio majoritário para a tributação de lucros inesperados.
Em 2023, um grupo co-dirigido por Thomas Piketty sugeriu a tributação de lucros inesperados provenientes de lucros excessivos.
A partir de 2023, Isabella Weber também tem defendido a tributação de lucros inesperados.

### Críticas
Um editorial do Wall Street Journal de 2008 argumentou que os impostos sobre a renda incentivam as empresas a obter mais lucros, o que resulta em mais receita tributária. Um artigo da Reason de 2022 argumentou contra os impostos sobre lucros inesperados.

## Exemplos

### Austrália
Em Queensland, Austrália, tem um imposto sobre lucros inesperados sobre fontes de energia como o carvão.
Pesquisas do Australia Institute e do Oxfam mostraram que mais de dois terços dos australianos apoiam impostos sobre lucros inesperados.

### Estados Unidos

#### Imposto de consumo de 1980
O Crude Oil Windfall Profit Tax Act of 1980 (P.L. 96-223) foi parte de um acordo entre o governo Carter e o Congresso sobre o descontrole dos preços do petróleo bruto. O objetivo da lei era recuperar a receita obtida pelos produtores de petróleo como resultado do forte aumento nos preços do petróleo provocado pelo embargo da OPEP. De acordo com um relatório do Serviço de Pesquisa do Congresso, o título da lei era um nome impróprio, pois se tratava apenas de um imposto sobre o consumo cobrado sobre a diferença entre o preço de mercado do petróleo e um preço base de 1979 ajustado pela inflação e pelos impostos de remoção. O relatório também afirmou que o imposto gerou apenas US$ 40 bilhões em receita líquida, embora tenha sido projetado para gerar US$ 175 bilhões e, como o imposto era um imposto de consumo sobre o petróleo produzido internamente nos Estados Unidos e não era imposto sobre o petróleo importado, ele reduziu a produção doméstica de petróleo em 1-5%, enquanto a dependência do petróleo importado aumentou em 3-13%.

### Mongólia
A Mongólia implementou em 2006 a tributação sobre os lucros obtidos pelas empresas de mineração que operam na Mongólia. Um imposto sobre o cobre não fundido e o concentrado de ouro produzidos na Mongólia, era o imposto sobre lucros inesperados mais alto do mundo. O imposto foi revogado em 2009 e eliminado gradualmente em dois anos. A revogação da lei tributária de 68% foi considerada essencial para permitir que as empresas de mineração estrangeiras investissem no desenvolvimento dos recursos minerais da Mongólia.

### Reino Unido
No Reino Unido, um imposto único inicial sobre ganhos inesperados foi cobrado sobre determinados depósitos bancários como parte do orçamento de 1981 sob Margaret Thatcher. Em 1997, o governo de Tony Blair introduziu um imposto sobre ganhos inesperados para empresas de serviços públicos privatizadas. Em maio de 2022, Boris Johnson introduziu o imposto para empresas de energia que extraem petróleo e gás no Reino Unido, para ajudar a financiar um pacote para aliviar a crise do custo de vida no Reino Unido.

### União Europeia
Para os anos fiscais de 2022 e 2023, a União Europeia solicitou que as empresas de energia devolvessem 33% dos lucros excedentes tributáveis aos governos para ajudar a financiar a acessibilidade da energia e resolver a escassez.

#### Sobre a energia solar
A rápida queda dos equipamentos fotovoltaicos no período de 2011 a 2013 criou condições de lucros inesperados devido à demora na resposta dos reguladores com o ajuste das tarifas feed-in. Os órgãos reguladores da Espanha, Grécia, Bulgária e Romênia introduziram reduções retroativas de incentivos. Na República Tcheca, foi introduzido um imposto sobre lucros inesperados sobre a energia solar, e em 2014 foi considerada a possibilidade de uma maior repressão às empresas de energia solar.

#### Escandinávia
A Finlândia anunciou sua intenção de tributar lucros inesperados em grandes usinas nucleares e hidrelétricas construídas antes de 1997 até 2010 ou 2011. Como geradoras de eletricidade que não emitem CO2, todas essas usinas viram seus lucros aumentarem devido ao Sistema de Comércio de Emissões da União Europeia.
A partir de 2009, na Suécia, a hidroeletricidade está sujeita a um imposto sobre a propriedade e as usinas nucleares a um imposto baseado na capacidade. Embora nenhum dos dois seja um imposto inesperado, eles foram aumentados em 2008 devido aos lucros inesperados mais altos. Em 2009, a Noruega, onde as usinas hidroelétricas fornecem 99% da eletricidade do país, impôs de forma semelhante um imposto sobre o aluguel do solo às usinas hidroelétricas para reduzir seus lucros em 30%.

#### Grécia
Em novembro de 2022, a Grécia respondeu ao aumento dos preços da energia impondo um imposto sobre lucros excedentes de 90% às empresas de energia. O ministro da energia grego justificou essa decisão declarando: "Nossa principal preocupação é manter os preços acessíveis nas contas dos consumidores até o fim dessa grande crise energética pan-europeia". As receitas fiscais foram usadas para subsidiar os preços da energia.

#### Países Baixos
Em novembro de 2022, o governo neerlandês introduziu um imposto temporário sobre ganhos inesperados como uma resposta estratégica para mitigar o impacto do aumento dos preços da energia. Esse imposto de 33% tem como alvo as empresas que operam nos setores de petróleo, gás natural, carvão e refino de petróleo. O imposto se aplica aos lucros que excedem as margens de lucro médias desses setores em mais de 20% durante o período de referência de 2018 a 2021, conforme especificado pelo ministério. Essa medida tem como objetivo amortecer o choque financeiro sofrido pelos consumidores e estabilizar as flutuações do mercado no setor de energia.